# Кентийан
Кентийа́н (фр. Quintillan) — коммуна во Франции, находится в регионе Лангедок — Руссильон. Департамент коммуны — Од. Входит в состав кантона Дюрбан-Корбьер. Округ коммуны — Нарбонна.
Код INSEE коммуны — 11305.

## Население
Население коммуны на 2008 год составляло 63 человека.
| 1962 | 1968 | 1975 | 1982 | 1990 | 1999 | 2008 |
| ---- | ---- | ---- | ---- | ---- | ---- | ---- |
| 72   | 94   | 80   | 91   | 55   | 55   | 63   |

## Экономика
В 2007 году среди 33 человек в трудоспособном возрасте (15—64 лет) 19 были экономически активными, 14 — неактивными (показатель активности — 57,6 %, в 1999 году было 58,8 %). Из 19 активных работали 17 человек (11 мужчин и 6 женщин), безработных было 2 (1 мужчина и 1 женщина). Среди 14 неактивных 2 человека были учениками или студентами, 4 — пенсионерами, 8 были неактивными по другим причинам.

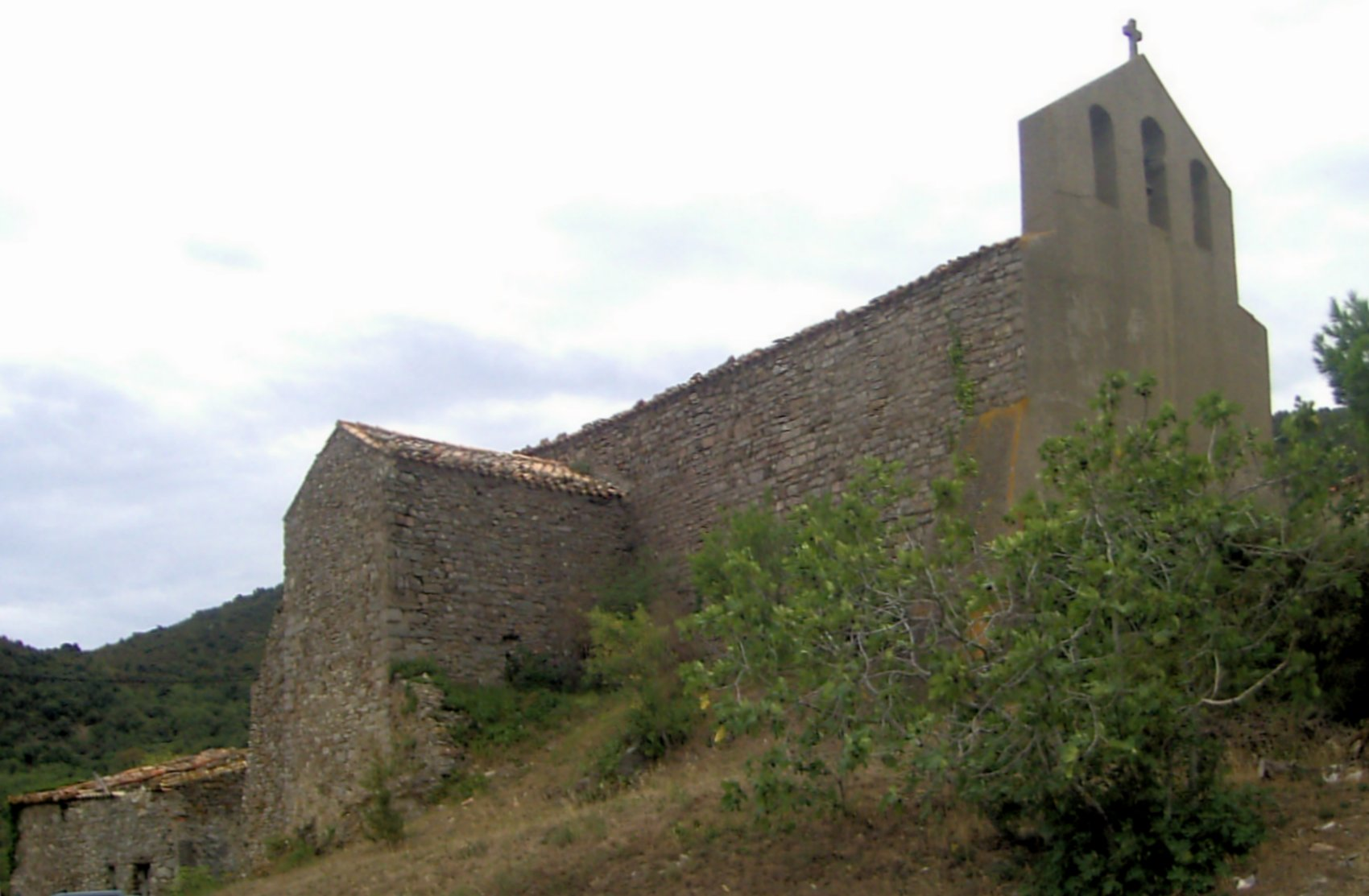
Церковь Сент-Маделен